# Cophyla phyllodactyla
Espèce
Statut de conservation UICN

 LC  : Préoccupation mineure
Cophyla phyllodactyla est une espèce d'amphibiens de la famille des Microhylidae.

## Répartition
Cette espèce est endémique du Nord de Madagascar. Elle se rencontre du niveau de la mer jusqu'à 1 100 m d'altitude. Elle est aussi présente sur les îles de Nosy Be et de Nosy Komba.

## Étymologie
Son nom d'espèce, du grec phylla, « feuille », et daktylos, « doigt », fait référence aux protubérances dédoublées à l'extrémité de ses doigts.

## Publication originale
- Boettger, 1880 : Diagnoses reptilium et batrachiorum novorum a Carolo Ebenau in insula Nossi-Bé Madagascariensi lectorum. Zoologischer Anzeiger, vol. 3, p. 279-283 (texte intégral).